# Bitva u Slankamenu
Bitva u Slankamenu se uskutečnila 19. srpna 1691 v rámci osmansko-habsburských válek. Odehrála se u Slankamenu (dnešní Stari Slankamen, vesnice se v Srbsku u Dunaje mezi městy Bělehrad a Novi Sad).

## Průběh bitvy
V noci obešli Turci císařské pozice a vpadli jim do zad. Císařští útočili z beznadějné pozice a to Turky zaskočilo. Pravé křídlo tvořil polní zbrojmistr hrabě Souches s 20 prapory  pěchoty a 2 pluky kyrysníků, na levém křídle stál polní maršálek hrabě Dünewald se 16 prapory pěchoty a 85 švadron jízdy, generálmajor Barfuss velel středu se 17 prapory pěchoty a 31 švadronám jízdy. Pravé křídlo pod vedením Stahremberga bylo třikrát odraženo. Turci přešli do protiútoku a spahiové se prodrali první linií obrany. Generallieutnant Barfuss nechal střed otočit doprava a tím se ocitl útočícím Turkům v boku. Kyrysníci prošli tureckým tělesem a rozdělili jej. Lehká jízda císařských objela celé bitevní pole a vpadla Turkům do zad i do tábora. Utíkající spahiové rozvrátili hlavní tureckou linii. Levá část středu i s částí levého křídla také zahnula doprava. Pravé křídlo zaútočilo na janičáře a Turci byli sevřeni ze tří stran. V tuto chvíli Turci bojovali jen o možnost útěku.